# Indywidualne Mistrzostwa Polski w Zapasach 1969

## Mistrzostwa Polski w Zapasach1969

### Mężczyźni
- styl wolny

22. Mistrzostwa Polski – x – x 1969, Poznań
- styl klasyczny

39. Mistrzostwa Polski – x – x 1969, Elbląg

## Medaliści

### Mężczyźni

#### Styl wolny
| Kategoria:   | Złoto:                            | Srebro:                                     | Brąz:                                     |
| 48 kg        | Edward Worek Stal Rzeszów         | Kazimierz Polec Gwiazda Bydgoszcz           | Eugeniusz Skrzyński Grunwald Poznań       |
| 52 kg        | Jan Smólczyk ŁKS Łódź             | Czesław Jaroszek GKS Dąbrowa Górnicza       | Leonard Świderski Sulimirczyk Sulmierzyce |
| 57 kg        | Andrzej Kowalski Skra Warszawa    | Eugeniusz Ratajczak Sulimirczyk Sulmierzyce | Jerzy Górski ŁKS Łódź                     |
| 62 kg        | Zbigniew Żedzicki Górnik Wesoła   | Tadeusz Bednarek Budowlani Łódź             | Jan Marliński Grunwald Poznań             |
| 68 kg        | Tadeusz Godyń Górnik Wesoła       | Władysław Kozłowski Boruta Zgierz           | Henryk Henne Górnik Wesoła                |
| 74 kg        | Janusz Pająk Górnik Wesoła        | Paweł Gawrysiak Grunwald Poznań             | Czesław Typiak LZS Krasnystaw             |
| 82 kg        | Tadeusz Wasiak Grunwald Poznań    | Franciszek Kampik Dąb Brzeźnica             | Czesław Szkopiak Boruta Zgierz            |
| 90 kg        | Stanisław Makowiecki Stal Rzeszów | Paweł Kurczewski Budowlani Łódź             | Mikołaj Pakulak Wiking Wolin              |
| 100 kg       | Ryszard Długosz Stal Rzeszów      | Witold Chechliński Rzemieślnik Warszawa     | Andrzej Radoń Prądniczanka Kraków         |
| ponad 100 kg | Mirosław Pikierski Boruta Zgierz  | Kazimierz Topór Stal Rzeszów                | Józef Gicała Lotnik Wrocław               |

#### Styl klasyczny
| Kategoria:   | Złoto:                                     | Srebro:                               | Brąz:                               |
| 48 kg        | Bernard Szczepański GKS Katowice           | Aleksander Zajączkowski Unia Racibórz | Krzysztof Magiera Radomiak Radom    |
| 52 kg        | Jan Michalik Wisłoka Stomil Dębica         | Jerzy Jaroszek Unia Racibórz          | Wiesław Tańczyn Olimpia Elbląg      |
| 57 kg        | Józef Lipień Wisłoka Stomil Dębica         | Henryk Jarczyk Legia Warszawa         | Józef Grzyb GKS Dąbrowa Górnicza    |
| 62 kg        | Kazimierz Lipień Wisłoka Stomil Dębica     | Brunon Broja Pogoń Nowy Bytom         | Andrzej Maślorz Siła Mysłowice      |
| 68 kg        | Jerzy Adamek Pafawag Wrocław               | Paweł Tanżyna Unia Racibórz           | Tadeusz Malinowski Siła Mysłowice   |
| 74 kg        | Stefan Jurgiel Spójnia Gdańsk              | Joachim Starzyński Unia Racibórz      | Stanisław Krzesiński Radomiak Radom |
| 82 kg        | Marian Czardybon Siła Mysłowice            | Piotr Starzyński Unia Racibórz        | Piotr Grabowski Legia Warszawa      |
| 90 kg        | Czesław Kwieciński Siła Mysłowice          | Włodzimierz Smoliński Legia Warszawa  | Jan Stawowski Siła Mysłowice        |
| 100 kg       | Andrzej Skrzydlewski Wisłoka Stomil Dębica | Jan Włodarczyk Unia Swarzędz          | Herbert Kluczniak Górnik Wesoła     |
| ponad 100 kg | Edward Wojda Spójnia Gdańsk                | Zdzisław Hyra AKS Chorzów             | Zygmunt Karczewski Legia Warszawa   |